# Prințesa Feodora de Saxa-Meiningen
Prințesa Feodora de Saxa-Meiningen (Feodora Victoria Auguste Marie Marianne; 19 mai 1879 – 26 august 1945) s-a născut la Potsdam și a fost singurul copil al Bernhard al III-lea, Duce de Saxa-Meiningen și a soției lui, Charlotte, Ducesă de Saxa-Meiningen (fiica cea mare a împăratului Frederic al III-lea și a Victoriei, Prințesă Regală). A fost prima strănepoată a reginei Victoria.

## Biografie
Ea a fost neglijată în mod regulat de către mama sa, Charlotte și a fost îngrijită de împărăteasa Frederic. Charlotte adesea se referea la fiica ei spunându-i "stupidă", lucru care o tulbura pe bunica ei, împărăteasa. Împărăteasa i-a scris o dată mamei sale, regina Victoria, exprimându-și îngrijorarea cu privire la educația Feodorei.
La începutul lui octombrie 1897 s-a anunțat logodna dintre Feodora și Prințul Heinrich XXX Reuss de Köstritz (1864–1939).
La Breslau la 26 septembrie 1898 Feodora s-a căsătorit cu Prințul Heinrich. Nu au avut copii, sursă de mare amărăciune pentru ea.
Feodora a avut întreaga viață probleme cu sănătatea; se crede că a suferit de porfirie, o boală moștenită de la stră-stră-străbunicul său George al III-lea al Regatului Unit.
Feodora de Reuss și-a petrecut ultimii ani la sanatoriul Buchwald-Hohenwiese din Hirschberg, Silezia. Obosită de anii de boală și de tratamente dubioase - și posibil de cedarea sud-vestului Sileziei în favoarea Poloniei ca urmare a Conferinței de la Potsdam - s-a sinucis la vârsta de 66 de ani, la data de 26 august 1945.

## Vezi
- Descendenții reginei Victoria a Regatului Unit